# گانش چاتورتی
گانش چاتورتی (ISO: Gaṇeśa Caturthī)، همچنین به عنوان وینایاک چاتورتی (Vināyaka Caturthī) یا گانشوتساو (Gaṇeśōtsava) شناخته می‌شود، یک جشنواره هندو است که به خدای هندو، گانش ادای احترام می‌کند. این جشنواره با نصب مورتی گانشا (به عنوان نمایش جسمانی از یک خدا) به صورت خصوصی در خانه‌ها و به‌طور عمومی بر روی پاندال‌های موقت آغاز می‌شود. این مراسم شامل خواندن سرودهای ودایی و متون هندو، نماز و وراتا (vrata) است. نذورات و پراسادا در هر روز از پاندال بین نمازگزاران این اجتماع توزیع می‌شود که شامل شیرینی‌هایی مانند مدک است که اعتقاد بر این است که مورد علاقه گانشا است.
این جشنواره در دهمین روز پس از شروع به پایان می‌رسد، به این صورت که مورتی در یک راهپیمایی عمومی همراه با موسیقی و سرودهای گروهی حمل می‌شود و سپس در آب اطراف محل اجتماع، مانند رودخانه یا دریا، جایی که ویسارجانا نامیده می‌شود، غوطه ور می‌شود. تنها در بمبئی، سالانه حدود ۱۵۰۰۰۰ مورتی غوطه ور می‌شوند. پس از آن مورتی که از جنس خاک رس است، در آب حل می‌شود و اعتقاد بر این است که گانشا به خانه آسمانی خود بازمی‌گردد.
این جشنواره گانشا را به‌عنوان خدای آغازهای جدید و رفع موانع و همچنین خدای خرد و هوش جشن می‌گیرد و توسط هندوها در سراسر شبه قاره هند، به ویژه در ایالت‌هایی مانند ماهاراشترا، مادهیا پرادش، کارناتاکا، کرالا، اودیشا، تلانگانا، آندرا پرادش، تامیل نادو و گوا و همچنین نپال مشاهده می‌شود.
گانش چاتورتی توسط مهاجران هندو نیز در جاهای دیگر مانند استرالیا، نیوزیلند، کانادا، سنگاپور، مالزی، ترینیداد و توباگو، گویان، سورینام، سایر بخش‌های کارائیب، فیجی، موریس، آفریقای جنوبی هم مشاهده می‌شود. در تقویم میلادی، گانش چاتورتی هر سال بین ۲۲ اوت تا ۲۰ سپتامبر می‌افتد.
اگرچه منشأ گانش چاتورتی ناشناخته باقی مانده‌است، اما پس از برگزاری این جشن در سال ۱۸۹۳ توسط مبارز برجسته آزادی ضد استعماری، لوکامانیا بال گانگادار تیلاک در ماهاراشترا، به‌طور فزاینده ای بین مردم محبوب شد. این جشن وسیله ای برای تشکیل «هویت ملی‌گرای هندو» و شورش علیه حکومت بریتانیا بود. خواندن متون مقدس، ضیافت، مسابقات ورزشی و رزمی در اماکن عمومی برگزار می‌شود.

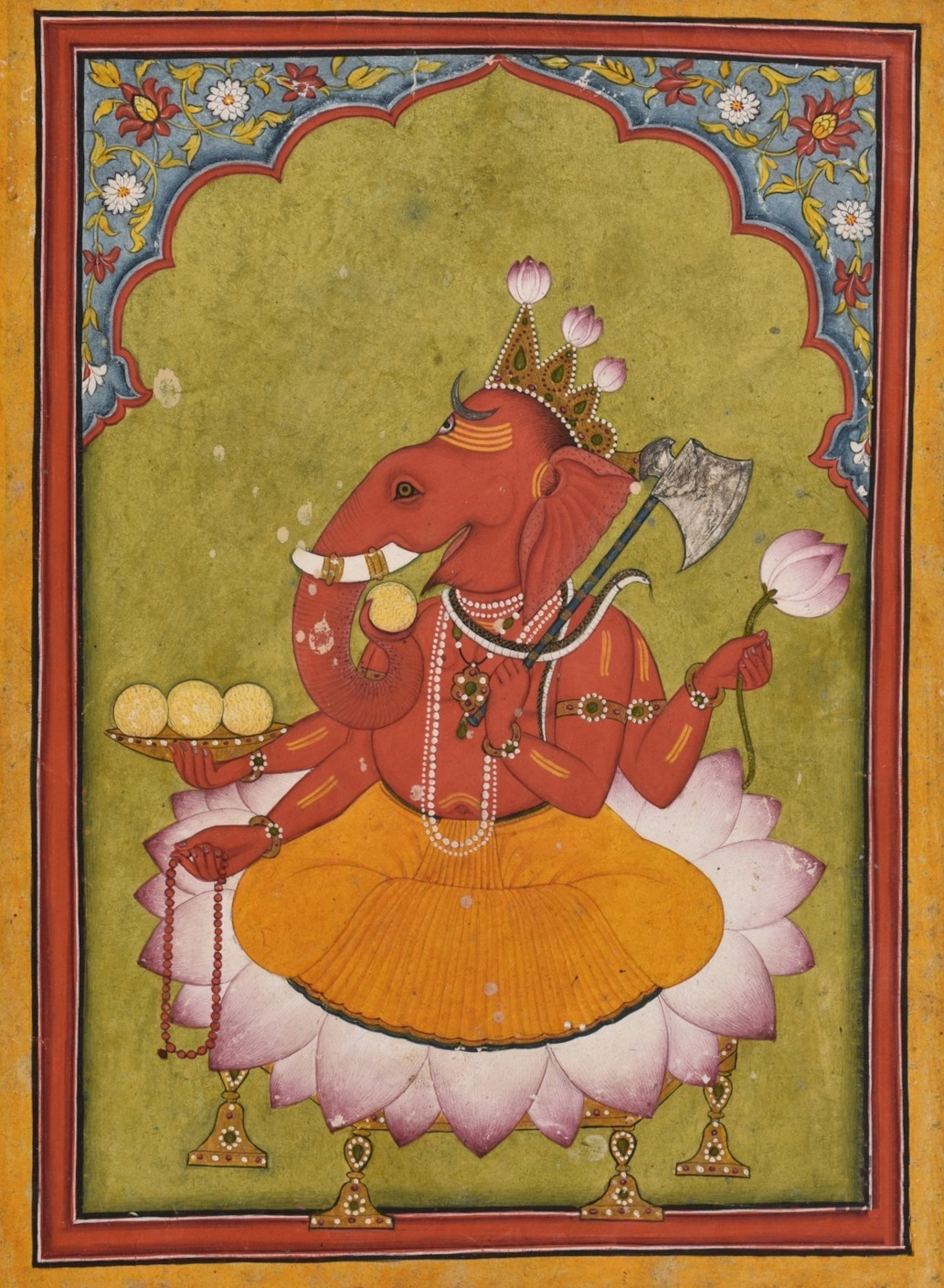
گانشا، مینیاتور باسولی، حدود ۱۷۳۰م.

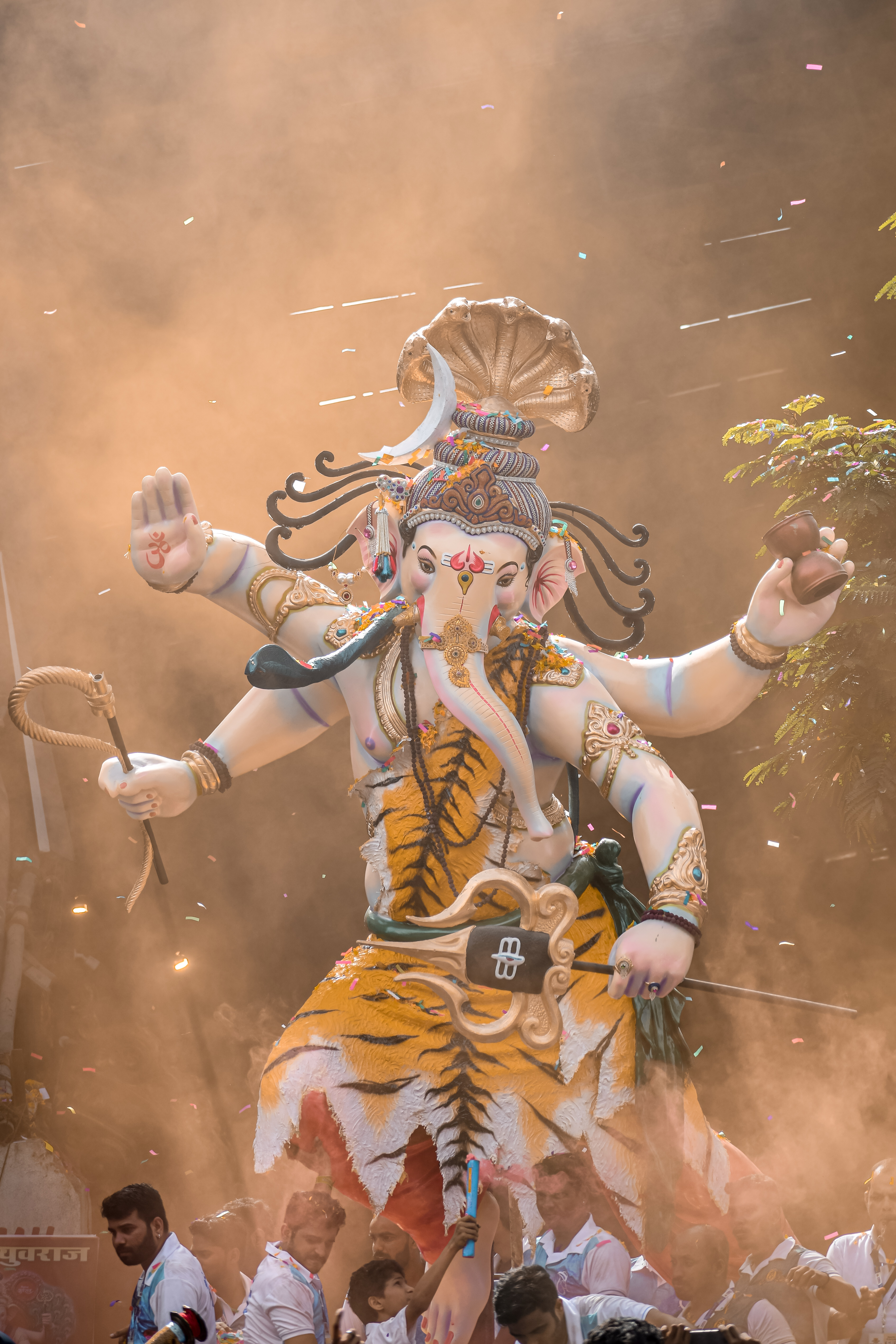
گانش آگمان

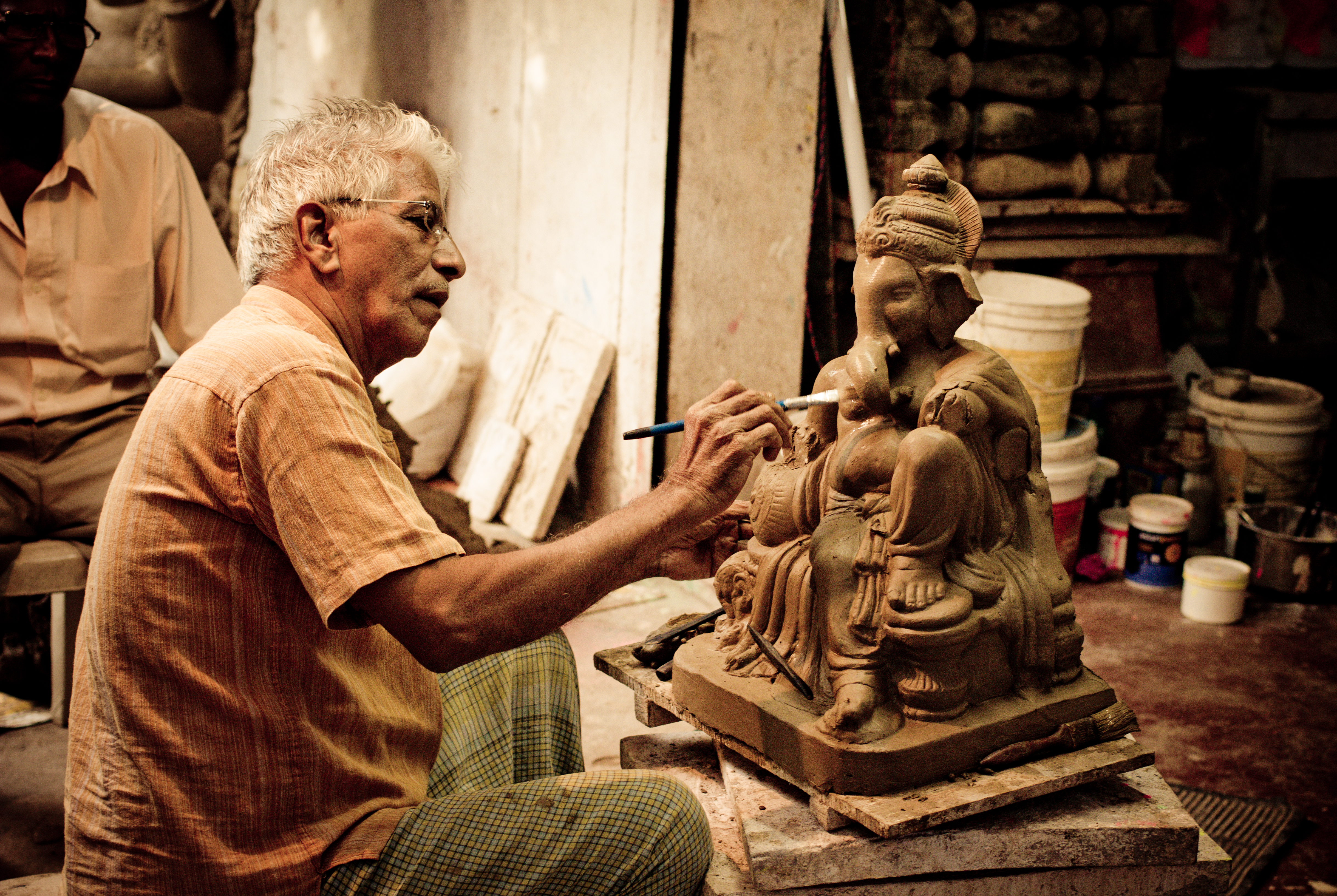
هنرمندی که تصویر گانشا را برای جشنواره در مارگائو، گوا آماده می‌کند

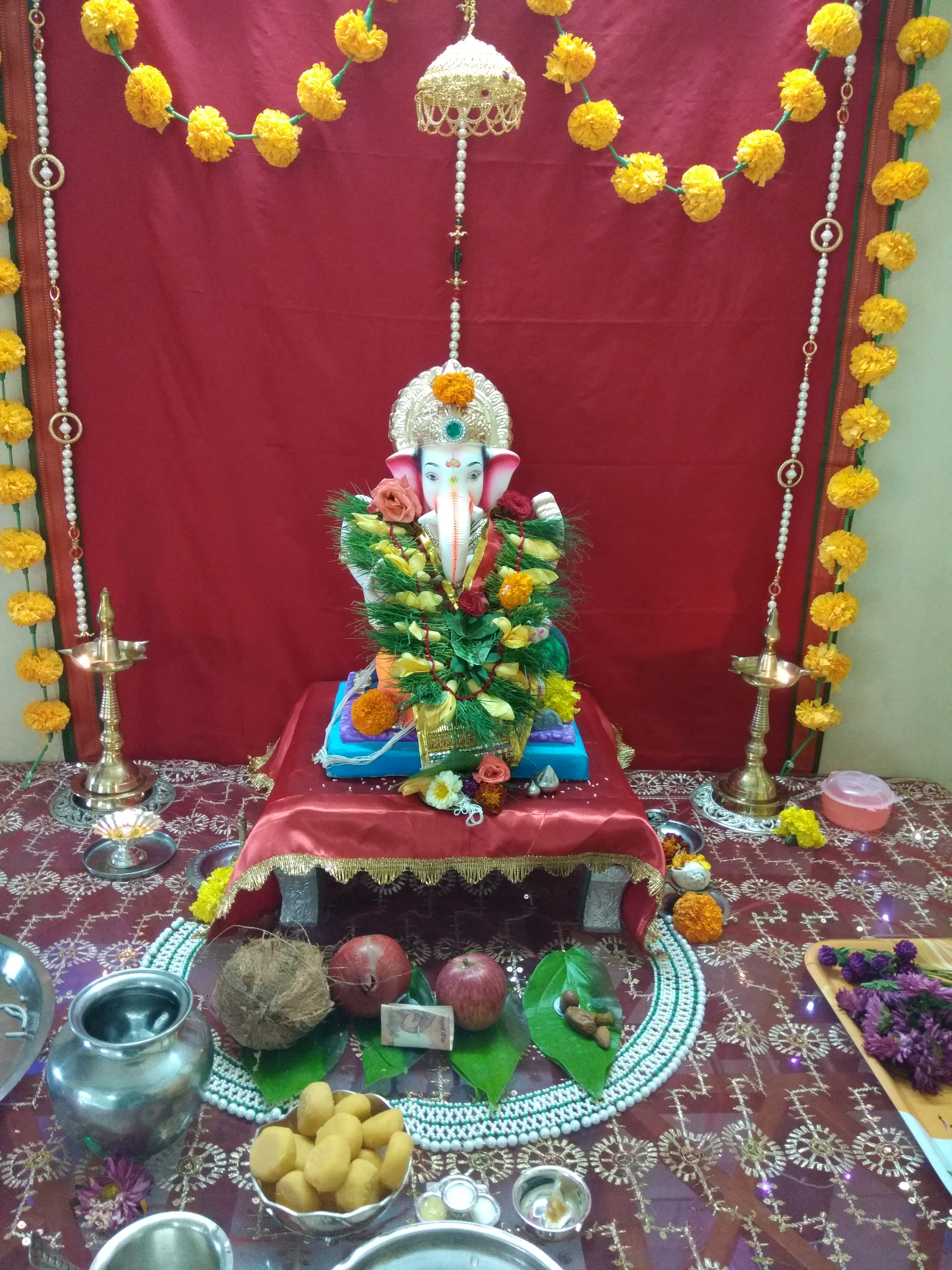
جشن داخلی گانش در طول گانش چاتورتی در یک خانه ماهاراشتری

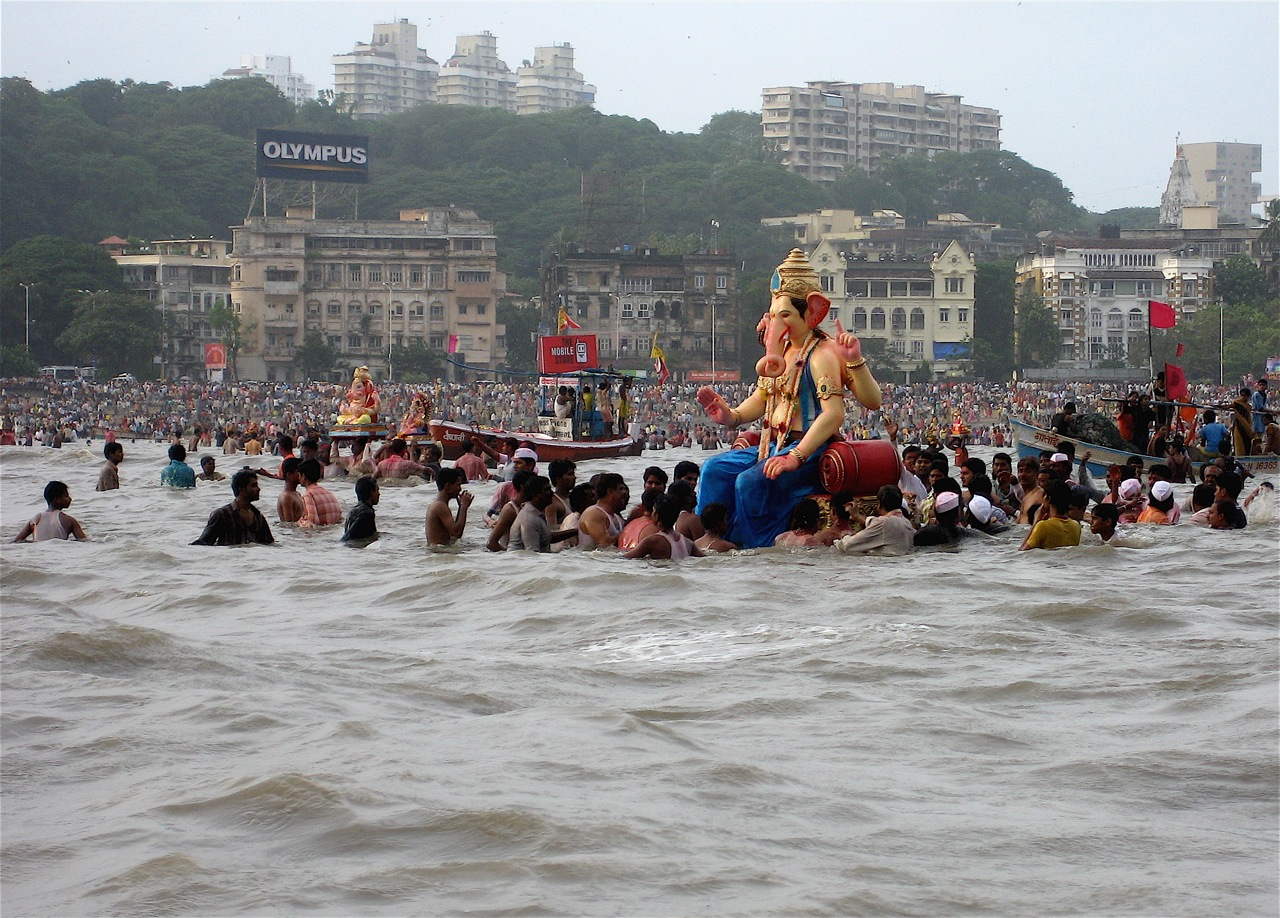
گانش ویسارجان در بمبئی

## آلبوم عکس
- A Ganesh idol in a home during the festival
- GSB Sarvajanik Ganeshotsav Samiti Shree Ram Mandir, Wadala Mumbai
- Procession of Lalbaugcha Raja in Mumbai
- Procession in Pune
- Procession in Surat
- Immersion in sea, Chennai
- Immersion of idols in Bengaluru
- Celebration in Pune
- Juinagarcha-Raja Navi Mumbai
- Khasbag Raja Belgaum